# Dôme de Nipa
Nipa Tholus
Pour les articles homonymes, voir Nipa.
Le dôme de Nipa (désignation internationale : Nipa Tholus) est un dôme situé sur Vénus dans le quadrangle d'Hecate Chasma. Il a été nommé en référence à Nipa, déesse algonquin de la lune.